# Erwin Félix Lewy-Bertaut
Erwin Félix Lewy Bertaut, né le 9 février 1913 à Leobschütz (Pologne, à cette époque en Allemagne) et mort le 6 novembre 2003 à La Tronche en France, est un scientifique français renommé internationalement pour ses travaux  dans les domaines de la diffusion des neutrons et de la cristallographie.   
Né sous le nom d'Erwin Lewy en Silésie, à l'époque en Allemagne, il entame d'abord une formation en droit. En raison de l'origine juive de sa famille, il quitte l'Allemagne à l'arrivée des nazis au pouvoir, trouvant refuge en France. En 1936, il devient citoyen français et amorce une carrière scientifique en tant qu'ingénieur chimiste. Le déclenchement de la Seconde Guerre mondiale le pousse à rejoindre les rangs de l'armée française. À la suite de la débâcle de 1940, son commandant lui attribue les documents d'un soldat décédé ainsi qu'une nouvelle identité : Félix Bertaut. 
Malheureusement, sa famille, qu'il avait fait venir à Bordeaux, est arrêtée et emmenée dans des camps en Allemagne. Dans ce contexte, il se rend à Paris puis à Grenoble, où il collabore avec Louis Néel. À leurs côtés, il se familiarise avec la chimie des solides et la diffraction des rayons X, évoluant ainsi vers la cristallographie et la physique du magnétisme. Il se positionne comme un pionnier dans le domaine de la diffraction des neutrons et joue un rôle central, avec Louis Néel, dans la création de Institut Laue-Langevin (I.L.L.), un institut européen de recherche. 
Erwin Lewy laisse une empreinte significative à travers ses travaux scientifiques. Ses contributions le conduisent à occuper des postes à responsabilité au sein d'organisations internationales majeures dédiées à la cristallographie et à la physique. Son parcours le mène à devenir membre de l'Académie des sciences, témoignant de la reconnaissance de sa remarquable contribution à la recherche scientifique. 

## De Erwin Lewy à Félix Bertaut (1913 – 1946)
Erwin Lewy grandit dans une famille juive traditionnelle. En 1930, sa mère meurt et toute la famille déménage à Gleiwitz dans une atmosphère de crise économique et de développement du nazisme. En 1931 Erwin Lewy suit des études de droit à Fribourg, puis à Breslau (aujourd'hui Wrocław). Il a vingt ans lorsque Hitler arrive au pouvoir en Allemagne où un « numerus clausus » interdit presque aux juifs l’aller à l’université. Lewy est agressé par un groupe de jeunesse hitlérienne. Cette ambiance de violence et la lecture de Mein Kampf lui font prendre conscience de la gravité de la situation. Profondément francophile, il décide alors d’émigrer en France à Paris.  Mais c’est finalement à Bordeaux qu’il va, car il y obtient une bourse d’étude de la fondation Rothschild accompagnée d’une inscription à l’Université. Il y obtiendra son diplôme d’ingénieur chimiste ainsi qu’une licence de physique et de mathématique. Le futur prix Nobel Alfred Kastler y est un de ses professeur. Pour ses revenus, il donne des cours de mathématique et d’allemand. Il a le futur académicien Jean-Claude Pecker comme élève. 
Erwin Lewy obtient la nationalité française en 1936 et en février 1939, conscient du danger du nazisme, il fait venir sa famille chez lui à Talence près de Bordeaux. Juste avant le début de la Seconde Guerre mondiale, il interrompt ses premiers travaux de doctorat qu’il avait commencé sur la colophane pour s'engager en tant que volontaire dans l’armée française. À la débâcle de 1940, le colonel Faure lui donne le livret militaire d’un soldat disparu, Félix Bertaut, ce sera sa seule pièce d’identité pendant longtemps et, fidèle à ce Français inconnu qui lui permettra de dissimuler son identité, il conservera définitivement ce nom. Il est engagé comme ingénieur chimiste en zone non occupée à Barbaste où il travaille à l’amélioration de la résistance des freins de bicyclettes à base de liège aggloméré, important car les bicyclettes étaient à cette époque presque le seul moyen de transport disponible. La police française dans la zone libre est aux ordres de Vichy, et Félix Bertaut ne peut empêcher l’enlèvement à Bordeaux par les nazis de sa famille et de son père rabbin qui disparaissent dans les camps de concentration; il n’apprendra qu’en 1978 qu’ils ont été déportés à Auschwitz, via Drancy.
Pour éviter les contrôles de police et pour échapper au Service du Travail Obligatoire, il est contraint d’aller à Paris où Alfred Kastler lui suggère de rejoindre Marcel Mathieu au Laboratoire Central des Poudres (L.C.P.)  Il travaille alors avec Emmanuel Grison - futur directeur du Centre atomique de Saclay - qui lui enseigne l’usage des Tables Internationales pour la Détermination des Structures. Ce sera son premier contact avec la cristallographie. Mais, à la suite d'un malencontreux contrôle de l’immatriculation de son vélo par la police il est convoqué à la préfecture de Paris. Suivant les recommandations de Marcel Mathieu, le lendemain il prend le train avec un ordre de mission signé du directeur du L.C.P. pour se rendre à Grenoble, alors en zone sous occupation italienne, auprès du futur prix Nobel Louis Néel, lui aussi temporairement replié  de l’Université de Strasbourg. Louis Néel poursuivait ses travaux sur le magnétisme, commencés dans le laboratoire de Pierre Weiss. Son équipe de chercheurs (pour la plupart émigrés de France occupée) comprenait Jacques Mehring venant lui aussi du L.C.P., Robert Forrer, Noël Felici et Louis Weil. Les connaissances de cristallographie de Félix Bertaut, se révélèrent précieuses à ce groupe qui travaille dans les locaux de l’Institut Fourier de la Faculté des Sciences de Grenoble où, avec Jacques Mehring, il construit un appareil à rayons X rudimentaire.
Après la guerre, se sera avec l’aide de cette équipe que Louis Néel fonde en 1946 le Laboratoire d’Électrostatique et de Physique du Métal (L.E.P.M.) qui fut le premier Laboratoire Propre du CNRS existant en France hors de la région parisienne.  Il comprend des services d’électrostatique autour de N. Felici, des très basses températures autour de L. Weil, du magnétisme autour de L. Néel et de diffraction des rayons X autour de E. F. Bertaut. Félix Bertaut, arrivé en 1943 avant la libération « sans aucun diplômes », récupère en 1946 les diplômes de Erwin Lewy et obtient une bourse de recherche du Centre National de la Recherche Scientifique (CNRS) sous son identité de guerre, « Félix Bertaut ».

## Félix Bertaut et la cristallographie (1946-2003)
Félix Bertaut choisit en 1946 un nouveau sujet de thèse de doctorat : « L’étude à l’aide des rayons X des dimensions des domaines de Bragg dans les poudres polycristallines. - Application à l’étude de la texture et structure de poudres de Fer pyrophoriques et de leurs propriétés magnétiques ». Dans ce travail de thèse, il a d'abord distingué la taille des grains elle-même de leur distribution. Cette connaissance des dimensions de grains de poudres de fer était nécessaire pour les études de magnétisme de Louis Néel, car Louis Weil venait de réussir à synthétiser des poudres de fer ayant de petites particules qui sont de bons matériaux pour les aimants permanents. Une part de cette thèse eut un débouché industriel car ces excellents aimants à base de fer, produits par l’industrie locale UGINE en utilisant des déchets des boutons de la société ARaymond, ont notamment été utilisés dans les dynamos de vélo.
Félix Bertaut soutiendra sa thèse en 1949 avec pour rapporteur le grand cristallographe André Guinier. Ce travail était à l’époque une utilisation très originale de la diffraction des rayons X et ce type d’étude par diffraction des rayons X de la granulométrie des poudres s’est depuis beaucoup développé, mais la méthode établie par Bertaut et parallèlement par Warren et Averbach, nommée méthode de Bertaut-Warren-Averbach , demeure un classique et reste une base de cette discipline.
Juste après sa thèse, Félix Bertaut développera au sein du L.E.P.M. le groupe qui forme la base du département des Rayons X pour y réaliser des recherches en « Cristallographie », une science qui permet la détermination des arrangements atomiques dans les solides grâce à la diffraction des rayons X, avec l’objectif d’établir les relations entre la structure cristalline et les propriétés magnétiques. Ensuite, Félix Bertaut et son groupe ainsi que Francis Forrat et le professeur René Pauthenet se sont illustrés par leurs travaux sur les ferrites de grenats à partir desquels la théorie de l’antiferromagnétisme et du ferrimagnétisme fut édifiée. Ces grenats furent le symbole du travail conjoint de L. Néel, F. Bertaut et de R. Pauthenet : c’est la raison pour laquelle E.F. Lewy-Bertaut les firent figurer sur son épée d’Académicien. Ces ferrites sont actuellement des matériaux importants pour l’enregistrement magnétique et pour l’électronique des hyperfréquences (comme le téléphone mobile). 
E.F. Bertaut s'est impliqué dans plusieurs autres aspects de la cristallographie. Il a résolu la structure de composés complexes comme la pyrrhotite non stœchiométrique, Fe1-xS. Il a développé ce qu'on appelle l'algèbre des facteurs de structure. Il a apporté une énorme contribution à la cristallographie neutronique. Il a étendu l'utilisation de la théorie des groupes en cristallographie, et en particulier pour les structures magnétiques. Lorsque l'Union internationale de Cristallographie (IUCr) a décidé de finaliser le volume sur la symétrie des groupes spatiaux des Tables Internationales de Cristallographie, il a fait partie du comité ad hoc et a notamment contribué à la définition des groupes magnétiques. Il utilisait la symétrie des cristaux pour proposer toutes les structures magnétiques possibles. Cette " méthode Bertaut " était très utile pour les structures complexes, et encore plus avant la disponibilité des ordinateurs. Bien sûr, ses étudiants devaient de toute façon appliquer cette méthode. En parallèle, il n'oubliait pas sa formation de chimiste et, dans " ses " deux laboratoires, les synthèses chimiques de nouveaux matériaux alimentaient continuellement les études cristallographiques, principalement pour une meilleure compréhension du magnétisme. Un de ses mérites est d'avoir su maintenir un étroit contact entre la théorie et les applications expérimentales. 
En 1971 (juste après l’attribution du prix Nobel à Louis Néel pour ses études sur l’antiferromagnétisme et sur le ferrimagnétisme et sur leurs applications) le laboratoire L.E.P.M. s’installera à côté du nouveau Centre d’Étude Nucléaire de Grenoble (C.E.N.G.) créé aussi par L. Néel, sur l’ancien terrain militaire « Polygone » pour donner naissance à un groupe de laboratoires propres du C.N.R.S. où le département des Rayons X deviendra le Laboratoire de Cristallographie du C.N.R.S. E.F. Bertaut, nommé Maître de Recherche puis Directeur de Recherches du CNRS, en sera le directeur de 1971 à 1982 jusqu’à son départ à une « retraite active » où il continuait des travaux de recherche, de referee pour des revues scientifiques de Cristallographie et ses activités d’Académicien.
En 2007 ce laboratoire de Cristallographie sera, avec le Centre de Recherche sur les Très Basses Températures (CRTBT), le Laboratoire de Magnétisme et le Laboratoire d’Études des propriétés Électroniques (LEPES), une des briques qui forment l’Institut Néel du C.N.R.S. – U.G.A.

## Erwin Félix Bertaut et les neutrons
En 1949, la recherche de Félix Bertaut est bouleversée par une publication, d’une seule page dans « Physical Review » de deux américains Shull (futur prix Nobel pour cette étude) et Smart qui révèle la première structure magnétique obtenue par diffraction des neutrons dans l’oxyde de manganèse MnO. Les hypothèses formulées 15 ans plus tôt par Louis Néel sur l'antiferromagnétisme s’y trouvent vérifiées : les ordres magnétiques peuvent s’observer sur les « clichés de diffraction des neutrons ». Louis Néel est enthousiasmé et envisage de construire un réacteur de neutrons à Grenoble. Pour cela, Félix Bertaut se rend aux États-Unis en 1951, puis (après de longues démarches dues au McCarthyism) il bénéficiera en 1953 d’une bourse « Fulbright » pour poursuivre, pendant un an, ses recherches aux États-Unis où il rejoint le laboratoire de Ray Pepinski au State College en Pennsylvanie. Ce dernier lui facilite l’accès au centre atomique de Brookhaven où il visite les installations de diffraction neutronique de Lester Corliss et Julius Hastings et il y apprend les techniques utilisant les neutrons. 
Depuis quelque temps, la France et le Général De Gaulle étaient favorables à la création d’un centre de recherche nucléaire et Louis Néel, Amiral de réserve qui a la confiance de l’Armée, fournit en 1955 des arguments décisifs (thématiques et techniques scientifiques) pour l’implantation d’un Centre d’Études Nucléaires à Grenoble (C.E.N.G.) sur le site du « Polygone ». Les terrains militaires du Polygone d’artillerie sont alors acquis pour 1 franc symbolique par L. Néel pour créer ce Centre de Recherche Nucléaire qu’il dirigera et il demande à E.F. Bertaut d'y créer un laboratoire de Diffraction Neutronique dédié aux études cristallographiques à l’aide de faisceaux de neutrons. E.F. Bertaut en sera le responsable de 1958 à 1976, et dès 1958 W. Koehler et L. Corliss le rejoignent, pour initier les chercheurs grenoblois à la diffraction neutronique et concevoir le premier diffractomètre. Celui-ci et le suivant furent installés auprès du réacteur Mélusine (8 MW), et ensuite deux autres auprès du réacteur Siloe (35 MW). Ce laboratoire fut le creuset d’une génération de scientifiques familiers des neutrons qui travaillera aussi avec le Centre de Saclay. C’est aussi à cette époque que E.F. Bertaut, F. Forrat, P. Blum et R. Pauthenet s'illustrent par la découverte et l’étude des ferrites de grenat, matériaux désormais essentiels pour les mémoires magnétiques et l'électronique haute fréquence. E.F. Bertaut et ses laboratoires acquièrent une renommée internationale en Cristallographie, en diffraction des neutrons et en magnétisme. 
La renommée internationale en cristallographie, en diffraction des neutrons et en magnétisme des laboratoires de Grenoble et de E.F. Bertaut, font que la première Conférence internationale sur la diffusion des neutrons a lieu à Grenoble en 1963.  C'est lors du banquet de cette conférence que la construction d'un réacteur neutronique européen à haut flux a été suggérée pour la première fois par Néel dans un discours préparé par E.F. Bertaut.
Ensuite, avec le soutien de L. Néel, E.F. Bertaut a promu ce projet et a convaincu ses collaborateurs allemands. Il était certainement convaincant - et c'était la bonne idée au bon moment, puisque les peuples français et allemand, sous la direction de De Gaulle et d'Adenauer, rétablissaient à cette époque des relations amicales. Aussi le 22 janvier 1963, le « Traité de l’Elysée » signé par le Chancelier Fédéral, Konrad Adenauer, et le Président de la République Française, Charles de Gaulle, engageait la coopération franco-allemande. E. F. Bertaut est profondément heureux de cette collaboration franco-allemande et œuvre, avec acharnement, pour le rapprochement avec les cristallographes et chimistes allemands. Il sera un des ambassadeurs du projet de Réacteur à Haut Flux en lui donnant des applications scientifiques et une communauté de soutien Franco-allemande. Le succès des techniques neutroniques permet à L. Néel et E. F. Bertaut de proposer et d'obtenir la réalisation en 1967 du réacteur franco-allemand à haut flux (ILL) à Grenoble.
Grenoble étant considérée comme un centre majeur du magnétisme avec L. Néel et une capitale de la diffraction des neutrons avec F. Bertaut, cet institut fut construit à Grenoble.  Son nom " Institut Laue-Langevin " (ILL) exprime bien l'association de la cristallographie et du magnétisme. D'abord franco-allemand, l'ILL est devenu européen et a été un partenaire clé pour la construction de l'European Synchrotron Radiation Facility (ESRF) à Grenoble. Cette source de rayonnement synchrotron est utilisée dans divers domaines tels que la biologie, la médecine, la chimie, le magnétisme, les hautes pressions, les sciences des matériaux via la cristallographie (et parmi ses nombreuses applications) les nanostructures magnétiques… 
L’ILL a aujourd’hui pris la relève des premiers réacteurs grenoblois et les élèves de Bertaut (ou les élèves de ses élèves) continuent à développer ce savoir. 

## Recherche
E. F. Bertaut était un homme éclectique de grande culture qui avait appris le latin, le grec, le français, l'anglais, le droit, la musique puis la chimie et la cristallographie et, comme le mentionne le professeur André Guinier, "Félix Bertaut est un mathématicien qui fait de la cristallographie". Auteur de quelques centaines de publications, dont une centaine comme unique signataire, qui étaient souvent de courtes notes aux Comptes Rendus de l'Académie des sciences ou dans Acta Crystallographica, animateur de deux laboratoires assez différents, E.F. Bertaut fut aussi un ardent apôtre de la province et de la diversité. Il contribua pour beaucoup à faire d'une ville de province un pôle scientifique européen.

## Distinctions et mandats scientifiques
La renommée scientifique de E.F. Bertaut est internationale. Il a été membre du comité exécutif de l'IUCr entre 1975 et 1981.  Il a été cofondateur de sa commission "Diffraction des neutrons" et a été cofondateur et président de ses commissions "Tables internationales" et "Charge, Spin et Densité de Momentum". Il a été représentant de l'IUCr à la Commission sur l'état solide de l'Union Internationale de Physique Pure et Appliquée (UIPPA) entre 1966 et 1972 et a été secrétaire, puis président de la section de physique du solide. Il a été éditeur ou co-éditeur de nombreuses revues scientifiques. De 1958 à 1982, il a été conseiller scientifique de divers instituts : Commissariat à l'Energie Atomique (CEA), CNRS, ILL, et Max Planck Institut - Stuttgart). Chevalier de la Légion d'honneur ; commandeur dans l'Ordre national du mérite, il a reçu plusieurs prix, et a été nommé Professeur honoris causa de diverses universités : Genève, Francfort, Uppsala, Helsinki et Xanthi. Il a été élu membre titulaire de l'Académie des Sciences en 1979.